# Xanthorhoe morosa
Xanthorhoe morosa là một loài bướm đêm trong họ Geometridae.